# منطقه کلان‌شهری سینت جانز
منطقهٔ کلان‌شهری سینت جانز (به انگلیسی: St. John's metropolitan area) یک منطقهٔ مسکونی در کانادا است که در نیوفاندلند و لابرادور واقع شده‌است. امنطقهٔ کلان‌شهری سینت جانز ۲۰۵٬۹۵۵ نفر جمعیت دارد.